# Angitia
Angitia zwana także Anguitia – bogini pochodzenia oskijskiego w mitologii rzymskiej. Jej imię interpretuje się jako pochodzące od łac. anguis. Była boginią łączoną z wężami: według mitologii bogini miała nad nimi władzę i potrafiła leczyć ich ukąszenia. Stąd Angitia była uważana także za boginię-uzdrowicielkę. Przez niektóre źródła Angitia była uważana za identyczną z Medeą: miała ona przybyć z Jazonem do Italii i nauczyć miejscowe ludy magicznej sztuki uzdrawiania. Imię bogini pojawia się na kilku inskrypcjach, w tym na jednej w liczbie mnogiej (Angitiae). Świątynia Angitii znajdowała się nad jeziorem Fucinus. Miejsce to zwano Silva Angitia.